# Guoli (köping i Kina, lat 36,90, long 118,07)
Guoli (kinesiska: 果里镇, 果里) är en köping i Kina. Den ligger i provinsen Shandong, i den östra delen av landet, omkring 99 kilometer öster om provinshuvudstaden Jinan. Antalet invånare är 49 055. Befolkningen består av 24 806 kvinnor och 24 249 män. Barn under 15 år utgör 13,0 %, vuxna 15-64 år 75 %, och äldre över 65 år 10,0 %.
Genomsnittlig årsnederbörd är 769 millimeter. Den regnigaste månaden är juli, med i genomsnitt 284 mm nederbörd, och den torraste är januari, med 7 mm nederbörd.